# 2017年中国足球乙级联赛北区预赛阶段
本条目记录2017年中国足球乙级联赛北区预赛阶段赛程赛果。采取主、客场双循环赛制，12支球队共进行22轮132场比赛。比赛由4月8日开始至9月24日结束。

## 赛程赛果

### 第一轮
| 4月9日 1 | 包头鹿城草上飞                                      | 1 - 1          | 盐城大丰                                                   | 包头                                                                           |
| 15:30    | 鲁帅 33' · 和子童 43' · 唐艺诚 77' · 张禹 90+3'（） | 战报 录播 集锦 | 李超 21' · 赵燕明 68' · 方文圣 74' · 王超龙 90' · 李超 52' | 場館： 包头市奥林匹克体育场 入場人數： 6,189 ： 汤朝 ： 彭博，苏子豪 ： 李斯达 |

| 4月8日 2 | 陕西大秦之水                     | 2 - 0          | 沈阳东进                                                     | 西安                                                                    |
| 15:30    | 范达 40' · 张慧 51' · 张育嘉 66' | 战报 录播 集锦 | 马天鸣 42' · 刘伟 68' · 栗鑫 82' · 米尔扎艾克拜·阿力木 90+3' | 場館： 陕西省体育场 入場人數： 21,680 ： 顾春含 ： 徐强强，焦巍 ： 闫旭 |

| 4月8日 3 | 河北精英                             | 1 - 0          | 吉林长春百嘉 | 秦皇岛                                                                   |
| 15:00    | 崔浩 45+1' · 许波 90+1' · 石俊 90+2' | 战报 录播 集锦 |              | 場館： 中国足球学校体育场 入場人數： 637 ： 刘洋 ： 肖楠，苏晓飞 ： 李鹏 |

| 4月9日 4 | 大连博阳                                                         | 1 - 0     | 北京理工                          | 大连                                                                   |
| 15:30    | 吴青松 15' · 葛宇翔 29' · 尹良毅 86' · 王翔 90+2' · 葛宇翔 90+3' | 战报 集锦 | 王伟 4' · 岳志磊 53' · 王超 90+4' | 場館： 大连金州体育场 入場人數： 1,080 ： 陈超 ： 张坤，吕品 ： 郝蓬勃 |

| 4月8日 5 | 沈阳城市建设                                                  | 3 - 0     | 宁夏山屿海            | 沈阳                                                                         |
| 15:00    | 杨健 5'（） · 杨健 18' · 秦北辰 22' · 吴丁卯 58' · 代钦华 68' | 战报 集锦 | 陈博 18' · 郑智豪 21' | 場館： 城市建设学院体育场 入場人數： 268 ： 马腾 ： 孙盛宇，张雪森 ： 黄鹤宇 |

| 4月8日 6 | 青岛中能                | 1 - 0     | 黑龙江火山鸣泉 | 青岛                                                               |
| 15:00    | 吴凯 52' · 胡威威 90+1' | 战报 集锦 | 杨磊 41'       | 場館： 天泰体育场 入場人數： 1,186 ： 白彬 ： 韩磊，耿茂翔 ： 李鹏 |

### 第二轮
| 4月15日 7 | 盐城大丰                                                     | 2 - 2     | 黑龙江火山鸣泉                                                   | 盐城                                                                   |
| 15:00     | 王超龙 55' · 巩汉魁 60' · 纪政玉 62' · 赵翔 86' · 李超 90+5' | 战报 集锦 | 廖承坚 43' · 任江隆 46' · 刘海东 63'（） · 王子铭 71' · 曹康 79' | 場館： 大丰奥体中心 入場人數： 827 ： 贾志亮 ： 李斯达，甘树然 ： 向遥 |

| 4月15日 8 | 宁夏山屿海                                   | 2 - 0     | 青岛中能 | 银川                                                                     |
| 15:00     | 谭天澄 7' · 万程 79' · 胡俊 82' · 吴彦晟 85' | 战报 集锦 | 李谋 27' | 場館： 贺兰山体育场 入場人數： 3,140 ： 孙盛宇 ： 史强，商东凯 ： 王喜洪 |

| 4月16日 9 | 北京理工                | 0 - 0          | 沈阳城市建设                                  | 北京                                                                       |
| 15:30     | 钟纪宇 67' · 王宏宇 84' | 战报 录播 集锦 | 贾东升 26' · 杨健 84' · 陈龙 84' · 刘君 90+1' | 場館： 北京理工大学东体育场 入場人數： 658 ： 白彬 ： 韩磊，李恩成 ： 李鹏 |

| 4月25日 10 | 吉林长春百嘉                                                                 | 2 - 1     | 大连博阳                         | 长春                                                               |
| 15:00      | 李长亮 7' · 买买提江 32' · 王业文 59' · 李长亮 64' · 买买提江 70' · 张博 85' | 战报 集锦 | 王鹏 47' · 杨冰 53' · 王世鑫 77' | 場館： 经开体育场 入場人數： 680 ： 马腾 ： 赵渤洋，张澜 ： 黄鹤宇 |

| 4月15日 11 | 沈阳东进 | 3 - 3     | 河北精英                                                | 沈阳                                                                       |
| 15:00      | 李天晨 16' · 马天鸣 27' · 米尔扎艾克拜·阿力木 46' · 马天鸣 60' · 米尔扎艾克拜·阿力木 69' · 于振 75' · 唐立博 86' | 战报 集锦 | 杨贺 25' · 祝一帆 36' · 李天晨 57'（乌龙球） · 邵帅 86' | 場館： 城市建设学院体育场 入場人數： 512 ： 孙晨 ： 吕品，耿茂翔 ： 赵末辰 |

| 4月16日 12 | 包头鹿城草上飞 | 0 - 1     | 陕西大秦之水                                               | 包头                                                                           |
| 15:30      | 郑强 12'       | 战报 集锦 | 张慧 11' · 范达 36' · 李晨光 41' · 杨文杰 50' · 张育嘉 56' | 場館： 包头市奥林匹克体育场 入場人數： 5,106 ： 郝树辉 ： 刘洋，王阳 ： 庄淳翔 |

### 第三轮
| 4月29日 13 | 盐城大丰                           | 1 - 0     | 陕西大秦之水 | 盐城                                                               |
| 15:00      | 薛智文 38' · 章艮 60' · 韩财 90+4' | 战报 集锦 | 王冕 22'     | 場館： 大丰奥体中心 入場人數： 786 ： 王洋 ： 高鹏，吴忧 ： 米庆伟 |

| 4月29日 14 | 河北精英                                                                       | 3 - 0     | 包头鹿城草上飞      | 秦皇岛                                                                 |
| 15:00      | 韩子龙 16' · 葛海伦 17' · 石俊 34' · 杨贺 55' · 姜波 70' · 杨贺 72' · 石俊 84' | 战报 集锦 | 郑强 72' · 王玮 78' | 場館： 中国足球学校体育场 入場人數： 216 ： 王浩 ： 陈超，张坤 ： 李鹏 |

| 4月30日 15 | 大连博阳              | 0 - 0     | 沈阳东进                                      | 大连                                                                   |
| 15:30      | 葛宇翔 40' · 杨冰 60' | 战报 集锦 | 黄荻 15' · 米尔扎艾克拜·阿力木 29' · 刘伟 87' | 場館： 大连金州体育场 入場人數： 335 ： 陈栋 ： 杜健鑫，张澜 ： 赵末辰 |

| 4月29日 16 | 沈阳城市建设 | 0 - 0     | 吉林长春百嘉 | 沈阳                                                                     |
| 15:00      | 姜骁宇 10'   | 战报 集锦 | 王业文 42'   | 場館： 城市建设学院体育场 入場人數： 165 ： 秦晓晗 ： 熊星，张扬 ： 张宽 |

| 4月29日 17 | 青岛中能                                                              | 0 - 0     | 北京理工                                     | 青岛                                                               |
| 15:00      | 孙旭 16' · 朱世玉 37' · 吴凯 37' · 蒲先林 53' · 王琦 88' · 朱世玉 89' | 战报 集锦 | 张亮 2' · 王超 40' · 钟纪宇 59' · 李博文 66' | 場館： 天泰体育场 入場人數： 586 ： 何龙 ： 王阳，庄淳翔 ： 郝树辉 |

| 4月29日 18 | 黑龙江火山鸣泉                                          | 2 - 1          | 宁夏山屿海                      | 哈尔滨                                                                                 |
| 15:00      | 李帅 8' · 杨磊 13' · 杨磊 49' · 牟鹏飞 64' · 李波洋 73' | 战报 录播 集锦 | 万程 8' · 万程 56' · 谭天澄 65' | 場館： 哈尔滨国际会议展览体育中心 入場人數： 8,162 ： 陈金栋 ： 仁通，苏子豪 ： 朴政林 |

### 第四轮
| 5月6日 19 | 宁夏山屿海                                                | 2 - 0     | 盐城大丰 | 银川                                                                 |
| 15:30     | 刘谱锦 8' · 谭天澄 29' （点球） · 刘谱锦 45' · 谭天澄 68' | 战报 集锦 | 韩财 65' | 場館： 贺兰山体育场 入場人數： 2,130 ： 陈超 ： 杜健鑫，陈栋 ： 史强 |

| 4月23日 20 | 北京理工 | 0 - 0          | 黑龙江火山鸣泉                              | 北京                                                                         |
| 15:30      |          | 战报 录播 集锦 | 王一达 18' · 曹康 37' · 李帅 45' · 林坤 59' | 場館： 北京理工大学东体育场 入場人數： 612 ： 郝树辉 ： 王阳，李鹏 ： 庄淳翔 |

| 5月6日 21 | 吉林长春百嘉            | 0 - 0     | 青岛中能                                      | 长春                                                               |
| 15:30     | 王业文 18' · 张小宇 58' | 战报 集锦 | 孙旭 32' · 沙一博 39' · 李谋 85' · 刘鍏成 85' | 場館： 经开体育场 入場人數： 505 ： 孙晨 ： 宁兆兵，刘渤洋 ： 王洋 |

| 5月6日 22 | 沈阳东进              | 0 - 1     | 沈阳城市建设            | 沈阳                                                                       |
| 15:00     | 张旭 35' · 白子健 88' | 战报 集锦 | 王维朴 48' · 吴丁卯 79' | 場館： 城市建设学院体育场 入場人數： 367 ： 闫旭 ： 马腾，张雪森 ： 黄鹤宇 |

| 5月6日 23 | 包头鹿城草上飞        | 0 - 2     | 大连博阳                                    | 包头                                                                           |
| 15:30     | 陈成业 41' · 王玮 48' | 战报 集锦 | 徐昕 17' · 王欣 74' · 徐昕 87' · 徐昕 90+1' | 場館： 包头市奥林匹克体育场 入場人數： 5,089 ： 任通 ： 王喜洪，朴政林 ： 张澜 |

| 5月6日 24 | 陕西大秦之水                       | 0 - 1     | 河北精英                                      | 西安                                                                        |
| 15:30     | 杨文杰 39' · 宋振瑜 65' · 王冕 87' | 战报 集锦 | 李筱罕 26' · 邵帅 36' · 祝一帆 64' · 杨贺 71' | 場館： 陕西省体育场 入場人數： 20,166 ： 徐强强 ： 阮华，张恒吉 ： 阿力木江 |

### 第五轮
| 5月13日 25 | 河北精英                                                           | 5 - 2     | 盐城大丰                                             | 秦皇岛                                                                 |
| 15:00      | 杨贺 4' · 许波 16' · 韩子龙 18' · 连邦 27' · 石俊 46' · 覃磊 90+2' | 战报 集锦 | 王超龙 10' · 李超 22' · 张烁 26' （点球） · 李超 59' | 場館： 中国足校体育场 入場人數： 268 ： 吴恺 ： 刘欣宇，李阳 ： 秦晓晗 |

| 5月14日 26 | 大连博阳   | 0 - 0          | 陕西大秦之水 | 大连                                                                   |
| 15:30      | 盛鹏飞 51' | 战报 录播 集锦 | 魏仁杰 77'   | 場館： 大连金州体育场 入場人數： 533 ： 陈金栋 ： 赵渤洋，焦巍 ： 闫旭 |

| 5月13日 27 | 沈阳城市建设                                    | 2 - 1     | 包头鹿城草上飞                 | 沈阳                                                                         |
| 15:00      | 杜宇 10' · 杜宇 31' · 王维朴 55' · 陈国禄 90+2' | 战报 集锦 | 张禹 32' · 鲁帅 61' · 王晖 89' | 場館： 城市建设学院体育场 入場人數： 2,521 ： 孙盛宇 ： 史强，杜健鑫 ： 陈栋 |

| 5月14日 28 | 青岛中能                | 0 - 0     | 沈阳东进                | 青岛                                                                 |
| 15:00      | 李壮飞 85' · 李壮飞 90' | 战报 集锦 | 马天鸣 79' · 唐立博 90' | 場館： 天泰体育场 入場人數： 656 ： 李鹏达 ： 吴忧，赵末辰 ： 贾志亮 |

| 5月13日 29 | 黑龙江火山鸣泉                                                            | 2 - 0     | 吉林长春百嘉                                                 | 哈尔滨                                                                             |
| 15:00      | 任江隆 20' · 李晓挺 31' · 赵伟 31' · 李波洋 54' · 王伯仁 70' · 王子铭 89' | 战报 集锦 | 李长亮 20' · 李贤俊 31' · 张博 31' · 敖飞帆 56' · 刘骁峰 59' | 場館： 哈尔滨国际会议展览体育中心 入場人數： 5,161 ： 何晓春 ： 彭博，张宽 ： 汤朝 |

| 5月13日 30 | 宁夏山屿海 | 0 - 2     | 北京理工                                          | 银川                                                                   |
| 15:30      |            | 战报 集锦 | 王超 21' · 李博文 54' · 王宏宇 75' · 杜金龙 90+3' | 場館： 贺兰山体育场 入場人數： 2,130 ： 刘晨涛 ： 李鹏，王威 ： 庄淳翔 |

### 第六轮
| 5月21日 31 | 盐城大丰              | 0 - 0     | 北京理工 | 盐城                                                                   |
| 15:00      | 方文圣 15' · 杨帆 60' | 战报 集锦 |          | 場館： 大丰奥体中心 入場人數： 485 ： 马腾 ： 刘新冬，马运坤 ： 黄鹤宇 |

| 5月22日 32 | 吉林长春百嘉 | 0 - 2     | 宁夏山屿海                                      | 长春                                                               |
| 15:30      | 张博 90+2'   | 战报 集锦 | 刘文庆 48' · 王啸 58' · 刘文庆 82' · 陈博 90+3' | 場館： 经开体育场 入場人數： 185 ： 闫旭 ： 张雪森，陈栋 ： 杜健鑫 |

| 5月20日 33 | 沈阳东进                                                                      | 0 - 2     | 黑龙江火山鸣泉                      | 沈阳                                                                       |
| 15:00      | 于耀翔 34' · 米尔扎艾克拜·阿力木 56' · 温天鹏 63' · 刘伟 90+1' · 唐立博 90+2' | 战报 集锦 | 赵伟 6'（） · 王子铭 56' · 李帅 80' | 場館： 城市建设学院体育场 入場人數： 368 ： 王浩 ： 任通，朴政林 ： 孙盛宇 |

| 5月20日 34 | 包头鹿城草上飞        | 0 - 1     | 青岛中能                             | 包头                                                                         |
| 15:30      | 和子童 42' · 鲁帅 51' | 战报 集锦 | 王子铭 53' · 蒲先林 68' · 王秀富 72' | 場館： 包头市奥林匹克体育场 入場人數： 3,121 ： 彭博 ： 苏晓飞，王阳 ： 李鹏 |

| 5月20日 35 | 陕西大秦之水            | 2 - 1     | 沈阳城市建设         | 西安                                                                  |
| 15:30      | 王尔卓 55' · 李晨光 90' | 战报 集锦 | 吴丁卯 5' · 杜宇 26' | 場館： 陕西省体育场 入場人數： 17,613 ： 孙晨 ： 李阳，刘欣宇 ： 张澜 |

| 5月20日 36 | 河北精英                                                                         | 3 - 1     | 大连博阳                         | 秦皇岛                                                                 |
| 15:00      | 许波 22' · 祝一帆 50' · 韩子龙 52' （点球） · 石俊 58' · 李筱罕 83' · 石俊 90+2' | 战报 集锦 | 刘金虎 14' · 王欣 21' · 高勇 42' | 場館： 中国足校体育场 入場人數： 386 ： 孟庆磊 ： 张坤，李鹏 ： 王喜洪 |

### 第七轮
| 5月27日 37 | 盐城大丰       | 1 - 2     | 大连博阳                                                                               | 盐城                                                                 |
| 15:00      | 王超龙 56'（） | 战报 集锦 | 葛宇翔 13' · 徐昕 25' · 南云齐 60' · 王荣驿 63' · 王世鑫 82' · 徐昕 86' · 盛鹏飞 90+1' | 場館： 大丰奥体中心 入場人數： 286 ： 何鑫 ： 彭博，李鹏达 ： 徐强强 |

| 5月27日 38 | 沈阳城市建设            | 0 - 3     | 河北精英                                               | 沈阳                                                                           |
| 15:00      | 贾东升 61' · 李志斌 88' | 战报 集锦 | 韩子龙 20' · 许波 35' · 石俊 55' · 许波 80' · 连琛 88' | 場館： 城市建设学院体育场 入場人數： 5,210 ： 汤朝 ： 耿茂翔，黄鹤宇 ： 张恒吉 |

| 5月27日 39 | 陕西大秦之水 | 0 - 0     | 青岛中能                | 西安                                                                |
| 15:30      |              | 战报 集锦 | 王秀富 43' · 钱哲隆 76' | 場館： 陕西省体育场 入場人數： 10,368 ： 王洋 ： 高鹏，史强 ： 丁超 |

| 5月27日 40 | 包头鹿城草上飞                                           | 0 - 1     | 黑龙江火山鸣泉                                  | 包头                                                                           |
| 15:30      | 鲁帅 16' · 王玮 27' · 王晖 29' · 汤传顺 88' · 和子童 89' | 战报 集锦 | 赵伟 29'（） · 杨磊 37' · 李晓挺 65' · 林坤 83' | 場館： 包头市奥林匹克体育场 入場人數： 2,312 ： 单丹奥 ： 陈栋，杜健鑫 ： 孙晨 |

| 5月27日 41 | 宁夏山屿海            | 2 - 0     | 沈阳东进   | 银川                                                               |
| 15:30      | 王啸 17' · 谭天澄 76' | 战报 集锦 | 贺健涛 46' | 場館： 贺兰山体育场 入場人數： 845 ： 陈超 ： 张坤，王威 ： 刘晨涛 |

| 5月28日 42 | 吉林长春百嘉                                                              | 1 - 1     | 北京理工                           | 长春                                                                 |
| 15:30      | 佟迪 23'（） · 刘骁峰 32' · 杨惠康 55' · 李长亮 61' · 何杰 68' · 薛峰 76' | 战报 集锦 | 郭子印 41' · 李博文 66' · 龚正 90' | 場館： 经开体育场 入場人數： 1,368 ： 严立夫 ： 刘欣宇，张路 ： 李阳 |

### 第八轮
| 6月3日 43 | 盐城大丰                | 1 - 0     | 吉林长春百嘉                                                       | 盐城                                                               |
| 16:00     | 薛智文 23' · 王超龙 61' | 战报 集锦 | 买买提江 40' · 买买提江 54' · 杨惠康 60' · 李垣锟 81' · 佟迪 90+2' | 場館： 大丰奥体中心 入場人數： 485 ： 丁超 ： 甘树然，韩磊 ： 汤朝 |

| 7月26日 44 | 沈阳东进                           | 2 - 2     | 北京理工                                                         | 沈阳                                                                         |
| 16:00      | 邢凯 34' · 郭子豪 51' · 韩伟辰 80' | 战报 集锦 | 王宏宇 23' · 唐凡 33' · 李思晨 50' · 张亮 60' · 杜金龙 90+5'（） | 場館： 城市建设学院体育场 入場人數： 260 ： 杜健鑫 ： 陈栋，王喜洪 ： 孙盛宇 |

| 6月4日 45 | 宁夏山屿海            | 2 - 1     | 包头鹿城草上飞        | 银川                                                                   |
| 15:30     | 谭天澄 22' · 王啸 42' | 战报 集锦 | 张彪 40' · 李文威 90' | 場館： 贺兰山体育场 入場人數： 630 ： 任通 ： 商东凯，王喜洪 ： 孙盛宇 |

| 6月3日 46 | 陕西大秦之水                                    | 1 - 1     | 黑龙江火山鸣泉                                    | 西安                                                                    |
| 16:00     | 张育嘉 36' · 魏仁杰 42' · 吴健 55' · 王尔卓 62' | 战报 集锦 | 廖承坚 36' · 王伯仁 39' · 任江隆 43' · 王一达 50' | 場館： 陕西省体育场 入場人數： 13,115 ： 徐强强 ： 焦巍，张恒吉 ： 吕品 |

| 6月3日 47 | 河北精英 | 0 - 1     | 青岛中能                                          | 秦皇岛                                                                 |
| 16:00     |          | 战报 集锦 | 朱世玉 28' · 蒲先林 49' · 朱世玉 51' · 钱哲隆 61' | 場館： 中国足校体育场 入場人數： 368 ： 郝树辉 ： 庄淳翔，李鹏 ： 李鹏 |

| 6月3日 48 | 大连博阳                | 0 - 1     | 沈阳城市建设                         | 大连                                                                     |
| 15:30     | 吴青松 44' · 杨冰 90+4' | 战报 集锦 | 贾东升 22' · 段云子 54' · 李志斌 67' | 場館： 大连金州体育场 入場人數： 1,051 ： 王浩 ： 顾奕男，刘迪 ： 何晓春 |

### 第九轮
| 6月10日 49 | 沈阳城市建设            | 1 - 1     | 盐城大丰                             | 沈阳                                                                       |
| 15:30      | 王维朴 80' · 刘君 90+1' | 战报 集锦 | 薛智文 29' · 王超龙 44' · 巩汉魁 76' | 場館： 城市建设学院体育场 入場人數： 1,378 ： 白彬 ： 陈栋，杜健鑫 ： 韩磊 |

| 7月12日 50 | 青岛中能  | 1 - 1     | 大连博阳                | 青岛                                                               |
| 15:30      | 沙一博 3' | 战报 录播 | 王欣 68' · 葛宇翔 90+4' | 場館： 天泰体育场 入場人數： 384 ： 白彬 ： 王喜洪，黄鹤宇 ： 史强 |

| 6月10日 51 | 黑龙江火山鸣泉                                  | 0 - 1     | 河北精英                                   | 哈尔滨                                                                                |
| 15:30      | 李帅 22' · 廖承坚 54' · 李帅 90+2' · 杨磊 90+5' | 战报 集锦 | 杨贺 8' · 许波 11' · 连琛 32' · 姜波 90+4' | 場館： 哈尔滨国际会议展览体育中心 入場人數： 12,610 ： 孙晨 ： 王喜洪，史强 ： 孙盛宇 |

| 6月10日 52 | 宁夏山屿海                       | 1 - 1          | 陕西大秦之水                                                     | 银川                                                                   |
| 15:30      | 万程 39' · 杨林 71' · 刘文庆 88' | 战报 录播 集锦 | 张育嘉 21' · 魏仁杰 57' · 魏仁杰 60' · 王昱星 88' · 李晨光 90+3' | 場館： 贺兰山体育场 入場人數： 3,762 ： 刘洋 ： 苏晓飞，朴政林 ： 何龙 |

| 6月10日 53 | 北京理工                                                                                                   | 6 - 2     | 包头鹿城草上飞                                                                     | 北京                                                                     |
| 16:00      | 王超 12' · 王宏宇 26' · 钟纪宇 45+1' · 杜金龙 46' · 王超 64' · 龚正 66' · 龚正 69' · 王宏宇 72' · 龚正 80' | 战报 集锦 | 王晖 21' · 唐艺诚 26' · 王玮 27' · 王凯 48' · 李文威 75' · 鲁帅 80' · 汤传顺 90+2' | 場館： 北京理工大学东体育场 入場人數： 723 ： 张坤 ： 陈超，吕品 ： 张澜 |

| 6月10日 54 | 吉林长春百嘉                       | 0 - 0     | 沈阳东进                             | 长春                                                                 |
| 15:30      | 何杰 38' · 张博 78' · 李贤俊 90+1' | 战报 集锦 | 马天鸣 32' · 唐立博 64' · 贺健涛 90' | 場館： 经开体育场 入場人數： 1,005 ： 马腾 ： 张雪森，顾奕男 ： 刘迪 |

### 第十轮
| 6月17日 55 | 盐城大丰                                      | 3 - 1     | 沈阳东进                                                | 盐城                                                                 |
| 16:00      | 纪政玉 30' · 章艮 51' · 王超龙 56' · 章艮 90' | 战报 集锦 | 陈曾太郎 41' · 白子健 45+1' · 米尔扎艾克拜·阿力木 45+2' | 場館： 大丰奥体中心 入場人數： 458 ： 刘晨涛 ： 李思成，王威 ： 王浩 |

| 6月17日 56 | 包头鹿城草上飞      | 1 - 2     | 吉林长春百嘉                                               | 包头                                                                             |
| 16:00      | 郑强 33' · 王凯 46' | 战报 集锦 | 张博 17' · 薛峰 37' · 敖飞帆 63' · 何杰 74' · 张博 79'（） | 場館： 包头市奥林匹克体育场 入場人數： 2,067 ： 苏子豪 ： 赵渤洋，耿茂翔 ： 何鑫 |

| 6月17日 57 | 陕西大秦之水            | 1 - 0     | 北京理工              | 西安                                                                    |
| 16:00      | 李晨光 55' · 王昱星 80' | 战报 集锦 | 郭子印 53' · 唐凡 82' | 場館： 陕西省体育场 入場人數： 18,360 ： 何晓春 ： 黄维，张宽 ： 庄淳翔 |

| 6月17日 58 | 河北精英                                  | 1 - 3     | 宁夏山屿海                                                                | 秦皇岛                                                               |
| 16:00      | 邵帅 59' · 许波 72' · 连琛 80' · 邵帅 86' | 战报 集锦 | 谭天澄 15' · 徐文彬 29' · 刘文庆 64' · 王啸 74' · 徐文彬 89' · 宋博 90+4' | 場館： 中国足校体育场 入場人數： 233 ： 张超 ： 丁超，李鹏达 ： 邓鹏 |

| 6月17日 59 | 大连博阳                                      | 1 - 2     | 黑龙江火山鸣泉                    | 大连                                                                   |
| 15:30      | 徐昕 50' · 南云齐 64' · 王欣 70' · 王荣驿 86' | 战报 集锦 | 王一达 1' · 曹康 33' · 刘海东 38' | 場館： 大连金州体育场 入場人數： 269 ： 宁兆兵 ： 彭博，商东凯 ： 任通 |

| 6月17日 60 | 沈阳城市建设 | 0 - 0     | 青岛中能                  | 沈阳                                                                         |
| 15:30      | 段云子 24'   | 战报 集锦 | 沙一博 44' · 钟义浩 90+2' | 場館： 城市建设学院体育场 入場人數： 2,750 ： 汤朝 ： 张雪森，黄鹤宇 ： 孙晨 |

### 第十一轮
| 6月24日 61 | 青岛中能                                        | 2 - 0     | 盐城大丰            | 青岛                                                                   |
| 15:30      | 朱世玉 29' · 蒲先林 52' · 李谋 60' · 钟义浩 77' | 战报 集锦 | 杨帆 29' · 韩财 40' | 場館： 天泰体育场 入場人數： 1,012 ： 何龙 ： 郝树辉，庄淳翔 ： 赵渤洋 |

| 6月25日 62 | 黑龙江火山鸣泉                                | 0 - 0     | 沈阳城市建设                                      | 哈尔滨                                                                                 |
| 15:30      | 潘昱辰 44' · 谭力玮 73' · 王子铭 90' （点球） | 战报 集锦 | 姜骁宇 46' · 段云子 48' · 贾东升 55' · 刘洋洋 90' | 場館： 哈尔滨国际会议展览体育中心 入場人數： 8,124 ： 徐强强 ： 焦巍，张恒吉 ： 赵末辰 |

| 6月24日 63 | 宁夏山屿海                                    | 4 - 0     | 大连博阳                | 银川                                                                   |
| 15:30      | 谭天澄 14' · 王啸 45+1' · 宋博 52' · 周燎 71' | 战报 集锦 | 葛宇翔 55' · 尹良毅 72' | 場館： 贺兰山体育场 入場人數： 2,530 ： 杜健鑫 ： 陈栋，王喜洪 ： 史强 |

| 6月25日 64 | 北京理工              | 1 - 0     | 河北精英              | 北京                                                                         |
| 16:00      | 王超 63' · 何子超 69' | 战报 集锦 | 祝一帆 69' · 连邦 89' | 場館： 北京理工大学东体育场 入場人數： 1,562 ： 秦晓晗 ： 熊星，陈扬 ： 吴恺 |

| 8月2日 65 | 吉林长春百嘉              | 1 - 3     | 陕西大秦之水                                      | 长春                                                                   |
| 15:30     | 买买提江 18' · 温廷元 41' | 战报 集锦 | 韩德明 21' · 王鸿文 23' · 邹游 42'（） · 王琦 51' | 場館： 卡伦湖体育场 入場人數： 378 ： 苏子豪 ： 耿茂翔，何鑫 ： 赵渤洋 |

| 6月25日 66 | 沈阳东进                       | 0 - 1     | 包头鹿城草上飞                                | 沈阳                                                                       |
| 15:30      | 黄荻 26' · 马天鸣 90' （点球） | 战报 集锦 | 和子童 35' · 王玮 58' · 鲁帅 85' · 王旨 90+1' | 場館： 城市建设学院体育场 入場人數： 285 ： 孙盛宇 ： 任通，朴政林 ： 闫旭 |

### 第十二轮
| 7月1日 67 | 盐城大丰                                                                          | 3 - 1     | 包头鹿城草上飞                                               | 盐城                                                               |
| 16:00     | 王超龙 20' · 张烁 35' · 唐艺诚 43'（乌龙球） · 薛智文 20' · 王超龙 74' · 章艮 84' | 战报 集锦 | 阿木力江·阿不都艾尼 10' · 王旨 64' · 汤传顺 88' · 郑强 90+2' | 場館： 大丰奥体中心 入場人數： 406 ： 高鹏 ： 顾奕男，王洋 ： 王阳 |

| 7月1日 68 | 沈阳东进                | 0 - 1     | 陕西大秦之水            | 沈阳                                                                         |
| 16:00     | 米尔扎艾克拜·阿力木 65' | 战报 集锦 | 杨文杰 11' · 李晨光 61' | 場館： 城市建设学院体育场 入場人數： 458 ： 赵渤洋 ： 孙晨，苏子豪 ： 陈金栋 |

| 7月1日 69 | 吉林长春百嘉                        | 1 - 6     | 河北精英                                                           | 长春                                                               |
| 15:30     | 张博 9'（） · 敖飞帆 53' · 张博 79' | 战报 集锦 | 石俊 7' · 连琛 25' · 石俊 54' · 连琛 62' · 王菲克 72' · 韩子龙 81' | 場館： 卡伦湖体育场 入場人數： 521 ： 韩磊 ： 张澜，黄鹤宇 ： 刘迪 |

| 7月2日 70 | 北京理工                                              | 2 - 2     | 大连博阳                                    | 北京                                                                         |
| 16:00     | 杜金龙 8' · 王超 39' （点球） · 王宏宇 55' · 王伟 87' | 战报 集锦 | 徐昕 25' · 陈汇丰 41' · 王鹏 65' · 杨冰 90' | 場館： 北京理工大学东体育场 入場人數： 568 ： 闫旭 ： 单丹奥，马腾 ： 来庆伟 |

| 7月1日 71 | 宁夏山屿海                         | 1 - 0          | 沈阳城市建设 | 银川                                                                 |
| 16:00     | 刘文庆 51' · 李彬 73' · 刘谱锦 74' | 战报 录播 集锦 | 王维朴 56'   | 場館： 贺兰山体育场 入場人數： 1,890 ： 白彬 ： 张琪，商东凯 ： 任通 |

| 7月1日 72 | 黑龙江火山鸣泉                              | 1 - 1     | 青岛中能       | 哈尔滨                                                                             |
| 15:30     | 刘海东 35' · 杨磊 61' · 王子铭 77' （点球） | 战报 集锦 | 朱世玉 68'（） | 場館： 哈尔滨国际会议展览体育中心 入場人數： 8,235 ： 刘洋 ： 苏晓飞，李鹏 ： 肖楠 |

### 第十三轮
| 7月8日 73 | 黑龙江火山鸣泉                                             | 4 - 0     | 盐城大丰                                        | 哈尔滨                                                                               |
| 15:30     | 李帅 17' · 李帅 33' · 廖承坚 46' · 刘海东 52' · 王子铭 78' | 战报 集锦 | 方文圣 32' · 杨德亮 50' · 杨帆 54' · 纪政玉 61' | 場館： 哈尔滨国际会议展览体育中心 入場人數： 7,632 ： 杜健鑫 ： 陈栋，史强 ： 王喜洪 |

| 7月9日 74 | 青岛中能                                                                             | 2 - 1     | 宁夏山屿海                                        | 青岛                                                                 |
| 15:30     | 朱世玉 27' · 蒲先林 35' · 蒲先林 40' （点球） · 钟义浩 73' · 钟义浩 73' · 张艺峰 88' | 战报 集锦 | 贾玉栋 35' · 谭天澄 47' · 吴禹寅 74' · 谭天澄 84' | 場館： 天泰体育场 入場人數： 686 ： 甘树然 ： 焦巍，张恒吉 ： 贾志亮 |

| 7月8日 75 | 沈阳城市建设                       | 2 - 1     | 北京理工                       | 沈阳                                                                       |
| 16:00     | 杨健 46' · 吴丁卯 52' · 韩震 90+3' | 战报 集锦 | 唐凡 16' · 王超 25' · 龚正 76' | 場館： 城市建设学院体育场 入場人數： 6,827 ： 王浩 ： 顾奕男，刘迪 ： 韩磊 |

| 7月9日 76 | 大连博阳              | 0 - 0     | 吉林长春百嘉                                                                   | 大连                                                                   |
| 19:00     | 王欣 26' · 杨冰 90+2' | 战报 集锦 | 张博 13' · 张博 26' （点球） · 张小宇 40' · 何杰 62' · 王雷 90+2' · 张博 90+2' | 場館： 大连金州体育场 入場人數： 533 ： 陈金栋 ： 赵末辰，吴忧 ： 邓鹏 |

| 7月9日 77 | 河北精英              | 1 - 0     | 沈阳东进                                          | 秦皇岛                                                                   |
| 16:00     | 李筱罕 40' · 石俊 73' | 战报 集锦 | 陈弘业 34' · 马天鸣 57' · 米尔扎艾克拜·阿力木 67' | 場館： 中国足校体育场 入場人數： 313 ： 刘晨涛 ： 商东凯，王威 ： 孙盛宇 |

| 7月8日 78 | 陕西大秦之水                                    | 3 - 0     | 包头鹿城草上飞 | 西安                                                                    |
| 16:00     | 王琦 11' · 吴健 45' · 王尔卓 55' · 范达 81'（） | 战报 集锦 | 崔宇洋 57'     | 場館： 陕西省体育场 入場人數： 17,866 ： 丁超 ： 马运坤，刘新冬 ： 向遥 |

### 第十四轮
| 7月15日 79 | 陕西大秦之水            | 1 - 0     | 盐城大丰   | 西安                                                                          |
| 19:30      | 阎世鹏 39' · 邹游 90+3' | 战报 集锦 | 巩汉魁 86' | 場館： 陕西省体育场 入場人數： 21,887 ： 孙盛宇 ： 商东凯，阿力木江 ： 朴政林 |

| 7月15日 80 | 包头鹿城草上飞    | 0 - 3     | 河北精英                                                              | 包头                                                                             |
| 16:00      | 郑强 73' （点球） | 战报 集锦 | 连琛 43' · 潘奎 46' · 杨贺 60' · 韩子龙 73' · 王菲克 87' · 王翔 90+4' | 場館： 包头市奥林匹克体育场 入場人數： 2,069 ： 宁兆兵 ： 耿茂翔，陈栋 ： 杜健鑫 |

| 7月15日 81 | 沈阳东进                           | 1 - 1     | 大连博阳              | 沈阳                                                                     |
| 16:00      | 陈弘业 27' · 刘伟 81' · 黄荻 90+1' | 战报 集锦 | 尹良毅 61' · 王鹏 87' | 場館： 城市建设学院体育场 入場人數： 157 ： 任通 ： 王喜洪，刘迪 ： 王浩 |

| 7月15日 82 | 吉林长春百嘉                                | 1 - 2     | 沈阳城市建设                                        | 长春                                                                   |
| 15:30      | 李鑫 30' · 李长亮 36' · 李鑫 67' · 佟迪 80' | 战报 集锦 | 王维朴 60' · 王维朴 77' · 陈国禄 83' · 姜骁宇 90+1' | 場館： 卡伦湖体育场 入場人數： 500 ： 何鑫 ： 苏子豪，赵渤洋 ： 黄鹤宇 |

| 7月15日 83 | 北京理工                                      | 0 - 3     | 青岛中能                                                                                             | 北京                                                                         |
| 16:00      | 郭子印 41' · 龚正 69' · 屈凯 69' · 李思晨 76' | 战报 集锦 | 王子铭 9' · 朱世玉 24' · 朱世玉 41' · 蒲先林 41' · 钟义浩 48' · 胡威威 69' · 王子铭 71' · 钱哲隆 81' | 場館： 北京理工大学东体育场 入場人數： 321 ： 何晓春 ： 黄维，张雪森 ： 马腾 |

| 7月15日 84 | 宁夏山屿海 | 0 - 0     | 黑龙江火山鸣泉                     | 银川                                                                   |
| 16:00      | 李彬 80'   | 战报 集锦 | 王一达 22' · 任江隆 56' · 李帅 89' | 場館： 贺兰山体育场 入場人數： 2,231 ： 秦晓晗 ： 陈扬，熊星 ： 陈金栋 |

### 第十五轮
| 7月22日 85 | 盐城大丰 | 0 - 2     | 宁夏山屿海            | 盐城                                                                 |
| 16:00      |          | 战报 集锦 | 万程 11' · 刘谱锦 61' | 場館： 大丰奥体中心 入場人數： 450 ： 何龙 ： 庄淳翔，苏晓飞 ： 肖楠 |

| 7月22日 86 | 黑龙江火山鸣泉                                                              | 3 - 2     | 北京理工                             | 哈尔滨                                                                              |
| 15:30      | 王伯仁 57' · 李帅 59' · 林坤 68' · 谭力玮 89' · 廖承坚 90+1' · 廖承坚 90+2' | 战报 集锦 | 李思晨 10' · 李思晨 31' · 李博文 52' | 場館： 哈尔滨国际会议展览体育中心 入場人數： 11,861 ： 白彬 ： 韩磊，李鹏 ： 黄鹤宇 |

| 7月23日 87 | 青岛中能                             | 2 - 0     | 吉林长春百嘉 | 青岛                                                               |
| 15:30      | 朱世玉 59' · 沙一博 65' · 吴宇帆 78' | 战报 集锦 | 敖飞帆 15'   | 場館： 天泰体育场 入場人數： 561 ： 贾志亮 ： 陈扬，熊星 ： 赵末辰 |

| 7月22日 88 | 沈阳城市建设                                                   | 3 - 0     | 沈阳东进              | 沈阳                                                                     |
| 16:00      | 王维朴 15' · 王维朴 45' · 明昊鹤 50' · 段云子 75' · 段云子 85' | 战报 集锦 | 刘伟 16' · 李天晨 84' | 場館： 城市建设学院体育场 入場人數： 376 ： 陈超 ： 张坤，吕品 ： 孙盛宇 |

| 7月22日 89 | 大连博阳                                                                  | 4 - 0     | 包头鹿城草上飞        | 大连                                                                     |
| 19:00      | 南云齐 13' · 高勇 23' · 南云齐 28' · 南云齐 44' · 吴青松 63' · 南云齐 82' | 战报 集锦 | 崔宇洋 80' · 郑强 82' | 場館： 大连金州体育场 入場人數： 436 ： 李鹏达 ： 耿茂翔，彭博 ： 顾奕男 |

| 7月22日 90 | 河北精英                             | 0 - 2     | 陕西大秦之水              | 秦皇岛                                                                 |
| 16:00      | 连邦 39' · 何雨轩 45+1' · 韩子龙 75' | 战报 集锦 | 王晓龙 39'（） · 王琦 71' | 場館： 中国足校体育场 入場人數： 598 ： 严立夫 ： 李阳，刘欣宇 ： 张路 |

### 第十六轮
| 7月29日 91 | 盐城大丰              | 0 - 1     | 河北精英                             | 盐城                                                               |
| 16:00      | 王江 29' · 易白荻 36' | 战报 集锦 | 李文博 26' · 韩子龙 29' · 张梁 90+3' | 場館： 大丰奥体中心 入場人數： 350 ： 丁超 ： 焦巍，张恒吉 ： 张超 |

| 7月29日 92 | 陕西大秦之水                                       | 1 - 1     | 大连博阳              | 西安                                                                  |
| 19:30      | 王晓龙 5'（） · 魏仁杰 70' · 杨文杰 74' · 范达 82' | 战报 集锦 | 陈汇丰 84' · 徐昕 73' | 場館： 陕西省体育场 入場人數： 28,119 ： 何晓春 ： 黄维，张宽 ： 白彬 |

| 7月29日 93 | 包头鹿城草上飞          | 0 - 2     | 沈阳城市建设                                        | 包头                                                                           |
| 16:00      | 陈成业 67' · 唐艺诚 85' | 战报 集锦 | 吴丁卯 30' · 刘洋洋 45+1' · 唐艺诚 73' · 朱峻辉 87' | 場館： 包头市奥林匹克体育场 入場人數： 2,072 ： 任通 ： 王喜洪，朴政林 ： 史强 |

| 7月29日 94 | 沈阳东进                           | 0 - 3     | 青岛中能                                            | 沈阳                                                                       |
| 16:00      | 李天晨 15' · 韩伟辰 22' · 邢凯 57' | 战报 集锦 | 朱世玉 15'（） · 李昱 53' · 吴宇帆 71' · 王子铭 77' | 場館： 城市建设学院体育场 入場人數： 280 ： 赵渤洋 ： 孙晨，黄鹤宇 ： 张澜 |

| 7月29日 95 | 吉林长春百嘉          | 0 - 1     | 黑龙江火山鸣泉         | 长春                                                                   |
| 15:30      | 何杰 12' · 敖飞帆 18' | 战报 集锦 | 王子铭 1' · 杨磊 90+2' | 場館： 卡伦湖体育场 入場人數： 1,428 ： 马腾 ： 张雪森，陈金栋 ： 张坤 |

| 7月30日 96 | 北京理工                | 0 - 2     | 宁夏山屿海              | 北京                                                                       |
| 16:00      | 何子超 40' · 李博文 87' | 战报 集锦 | 谭天澄 65' · 刘谱锦 86' | 場館： 北京理工大学东体育场 入場人數： 486 ： 吴忧 ： 来庆伟，李鹏 ： 高鹏 |

### 第十七轮
| 8月5日 97 | 北京理工                                            | 2 - 1     | 盐城大丰                | 北京                                                                       |
| 16:00     | 王超 10'（） · 韩伟林 31' · 龚正 42' · 燕翔山 90+5' | 战报 集锦 | 巩汉魁 19' · 张烁 90+2' | 場館： 北京理工大学东体育场 入場人數： 321 ： 徐强强 ： 吕品，张澜 ： 王浩 |

| 8月5日 98 | 宁夏山屿海             | 0 - 0     | 吉林长春百嘉            | 银川                                                                         |
| 16:00     | 刘文庆 3' · 谭天澄 90' | 战报 集锦 | 薛晨 18' · 黄远东 90+2' | 場館： 贺兰山体育场 入場人數： 1,563 ： 杜健鑫 ： 阿力木江，黄鹤宇 ： 刘欣宇 |

| 8月5日 99 | 黑龙江火山鸣泉                       | 1 - 0          | 沈阳东进                           | 哈尔滨                                                                                  |
| 15:30     | 廖承坚 10' · 任江隆 51' · 王伯仁 67' | 战报 录播 集锦 | 白子健 10' · 韩伟辰 51' · 王冕 54' | 場館： 哈尔滨国际会议展览体育中心 入場人數： 12,389 ： 孙盛宇 ： 朴政林，史强 ： 王喜洪 |

| 8月6日 100 | 青岛中能                             | 3 - 0          | 包头鹿城草上飞        | 青岛                                                           |
| 15:30      | 王子铭 42' · 钟义浩 49' · 朱世玉 78' | 战报 录播 集锦 | 鲁帅 53' · 崔宇洋 66' | 場館： 天泰体育场 入場人數： 686 ： 彭博 ： 黄维，张宽 ： 王阳 |

| 8月5日 101 | 沈阳城市建设                                      | 3 - 1     | 陕西大秦之水                                                                | 沈阳                                                                     |
| 16:00      | 秦北辰 30' · 刘君 55' · 杜宇 72' · 杨健 90+2'（） | 战报 集锦 | 李晨光 20' · 王晓龙 57'（） · 张育嘉 58' · 吴健 63' · 王琦 72' · 刁智博 83' | 場館： 城市建设学院体育场 入場人數： 845 ： 吴恺 ： 陈扬，李鹏 ： 商东凯 |

| 8月5日 102 | 大连博阳   | 0 - 2     | 河北精英                                                     | 大连                                                                   |
| 19:00      | 南云齐 34' | 战报 集锦 | 李筱罕 47' · 崔浩 63' · 王菲克 65' · 何雨轩 82' · 杨贺 90+2' | 場館： 大连金州体育场 入場人數： 237 ： 白彬 ： 赵渤洋，刘迪 ： 苏子豪 |

### 第十八轮
| 8月12日 103 | 大连博阳                                                               | 1 - 1     | 盐城大丰                       | 大连                                                                 |
| 19:00       | 南云齐 6' · 王荣驿 39' · 尹良毅 63' · 王荣驿 86' · 南云齐 82' （点球） | 战报 集锦 | 董祥 29' · 董祥 39' · 杨帆 71' | 場館： 大连金州体育场 入場人數： 383 ： 秦晓晗 ： 熊星，张琪 ： 吴恺 |

| 8月12日 104 | 河北精英                                           | 1 - 1          | 沈阳城市建设                                                                           | 秦皇岛                                                                 |
| 16:00       | 连琛 55' · 石俊 63' （点球） · 杨贺 68' · 石俊 74' | 战报 录播 集锦 | 秦北辰 17' · 段云子 24' · 朱峻辉 61' · 韩震 64' · 王维朴 64' · 刘洋洋 66' · 王维朴 74' | 場館： 中国足校体育场 入場人數： 393 ： 何晓春 ： 耿茂翔，张宽 ： 韩磊 |

| 8月12日 105 | 青岛中能        | 0 - 1     | 陕西大秦之水    | 青岛                                                               |
| 15:30       | 沙一博 · 钟义浩 | 战报 集锦 | 杨昊 43' · 邹游 | 場館： 天泰体育场 入場人數： 1,021 ： 孙晨 ： 黄维，汤朝 ： 孙盛宇 |

| 8月13日 106 | 黑龙江火山鸣泉                                                       | 6 - 1     | 包头鹿城草上飞      | 哈尔滨                                                                                  |
| 16:00       | 潘昱辰 4' · 赵伟 29' · 王子铭 57' · 王子铭 74' · 李帅 78' · 林坤 90' | 战报 集锦 | 鲁帅 83' · 鲁帅 89' | 場館： 哈尔滨国际会议展览体育中心 入場人數： 12,261 ： 苏子豪 ： 何鑫，苏晓飞 ： 赵末辰 |

| 8月12日 107 | 沈阳东进            | 0 - 3     | 宁夏山屿海                                  | 沈阳                                                                       |
| 16:00       | 黄荻 36' · 于振 73' | 战报 集锦 | 宋博 24' · 周燎 51' · 吴禹寅 54' · 周燎 66' | 場館： 城市建设学院体育场 入場人數： 221 ： 任通 ： 张雪森，商东凯 ： 马腾 |

| 8月12日 108 | 北京理工                                   | 2 - 2     | 吉林长春百嘉                   | 北京                                                                       |
| 16:00       | 金迪川崎 3' · 李博文 60' · 王超 77' · 唐凡 | 战报 集锦 | 李鑫 18' · 刘骁峰 68' · 李垣锟 | 場館： 北京理工大学东体育场 入場人數： 308 ： 王洋 ： 顾奕男，刘迪 ： 高鹏 |

### 第十九轮
| 8月19日 109 | 吉林长春百嘉                         | 2 - 2     | 盐城大丰                                                  | 长春                                                               |
| 15:30       | 薛晨 18' · 李鑫 84' · 张博 90+2'（） | 战报 集锦 | 董祥 8' · 许哲铭 35' · 王超龙 74' · 董祥 82' · 王超龙 87' | 場館： 卡伦湖体育场 入場人數： 203 ： 陈超 ： 张坤，吕品 ： 秦晓晗 |

| 8月20日 110 | 北京理工                                                   | 2 - 0     | 沈阳东进                                        | 北京                                                                         |
| 16:00       | 何子超 36' · 龚正 45' · 何子超 59' · 张亮 75' · 李博文 83' | 战报 集锦 | 阿卜杜乃比·阿地力江 21' · 王冕 64' · 韩伟辰 81' | 場館： 北京理工大学东体育场 入場人數： 326 ： 杜健鑫 ： 张琪，张澜 ： 黄鹤宇 |

| 8月19日 111 | 包头鹿城草上飞                                                 | 0 - 1     | 宁夏山屿海                               | 包头                                                                             |
| 16:00       | 王晖 10' · 别克索罗旦·吐尔孙白克 74' · 阿木力江·阿不都艾尼 77' | 战报 集锦 | 吴禹寅 77' · 吴禹寅 90+2' · 苑维玮 90+3' | 場館： 包头市奥林匹克体育场 入場人數： 2,058 ： 孙盛宇 ： 商东凯，李鹏 ： 朴政林 |

| 8月20日 112 | 黑龙江火山鸣泉                               | 2 - 0          | 陕西大秦之水                   | 哈尔滨                                                                            |
| 16:00       | 杨磊 9' · 李帅 52' · 李帅 63' · 牟鹏飞 90+3' | 战报 录播 集锦 | 魏仁杰 38' · 杨文杰 62' · 王琦 | 場館： 哈尔滨国际会议展览体育中心 入場人數： 16,180 ： 王洋 ： 高鹏，陈栋 ： 刘洋 |

| 8月20日 113 | 青岛中能                                                                            | 3 - 2          | 河北精英                                          | 青岛                                                             |
| 15:30       | 朱世玉 17' · 朱世玉 54'（） · 胡威威 56' · 吴宇帆 76' · 朱世玉 90+2' · 王子铭 90+3' | 战报 录播 集锦 | 韩子龙 38' · 何雨轩 44' · 潘奎 49' · 韩子龙 90+2' | 場館： 天泰体育场 入場人數： 563 ： 张超 ： 焦巍，张恒吉 ： 丁超 |

| 8月19日 114 | 沈阳城市建设                         | 2 - 0     | 大连博阳 | 沈阳                                                                       |
| 16:00       | 姜骁宇 46' · 秦北辰 65' · 朱峻辉 76' | 战报 集锦 |          | 場館： 城市建设学院体育场 入場人數： 215 ： 何鑫 ： 刘晨涛，赵渤洋 ： 白彬 |

### 第二十轮
| 9月12日 115 | 盐城大丰                                        | 1 - 0     | 沈阳城市建设            | 盐城                                                                 |
| 16:00       | 王超龙 10' · 王超龙 38' · 杜法 69' · 方文圣 84' | 战报 集锦 | 毛伟旭 10' · 段云子 84' | 場館： 大丰奥体中心 入場人數： 513 ： 严立夫 ： 李阳，张路 ： 刘欣宇 |

| 9月12日 116 | 大连博阳 | 0 - 2     | 青岛中能                           | 大连                                                                   |
| 16:00       |          | 战报 集锦 | 王秀富 16' · 吴宇帆 63' · 李昱 69' | 場館： 大连金州体育场 入場人數： 281 ： 任通 ： 郝蓬勃，史强 ： 何晓春 |

| 9月12日 117 | 河北精英              | 1 - 1          | 黑龙江火山鸣泉                   | 秦皇岛                                                                   |
| 16:00       | 连琛 17' · 李文博 69' | 战报 录播 集锦 | 林坤 55' · 李波洋 60' · 赵伟 79' | 場館： 中国足校体育场 入場人數： 523 ： 孙雷 ： 商东凯，王喜洪 ： 孙盛宇 |

| 9月12日 118 | 陕西大秦之水 | 1 - 0          | 宁夏山屿海 | 渭南                                                                           |
| 16:00       | 王琦 63'     | 战报 录播 集锦 | 贾玉栋 25' | 場館： 渭南市体育中心体育场 入場人數： 5,269 ： 梁财伟 ： 丁超，张超 ： 甘树然 |

| 9月9日 119 | 包头鹿城草上飞                                                                         | 3 - 0     | 北京理工                                    | 包头                                                                         |
| 16:00      | 王伟 14' · 别克索罗旦·吐尔孙白克 17' · 王晖 76' · 阿木力江·阿不都艾尼 80' · 汤传顺 85' | 战报 集锦 | 屈凯 59' · 钟纪宇 82' · 杜金龙 88' （点球） | 場館： 包头市奥林匹克体育场 入場人數： 2,016 ： 韩磊 ： 白彬，张雪森 ： 马腾 |

| 9月9日 120 | 沈阳东进                                            | 0 - 0     | 吉林长春百嘉          | 沈阳                                                                       |
| 16:00      | 陈曾太郎 32' · 米尔扎艾克拜·阿力木 58' · 唐立博 69' | 战报 集锦 | 刘骁峰 33' · 李鑫 83' | 場館： 城市建设学院体育场 入場人數： 288 ： 宁兆兵 ： 耿茂翔，邓鹏 ： 彭博 |

### 第二十一轮
| 9月17日 121 | 沈阳东进                                          | 0 - 1     | 盐城大丰                                                  | 沈阳                                                                       |
| 16:00       | 李天晨 36' · 阿卜杜乃比·阿地力江 64' · 韩伟辰 75' | 战报 集锦 | 易白荻 2' · 赵翔 58' · 纪政玉 70' · 章艮 83' · 易白荻 90' | 場館： 城市建设学院体育场 入場人數： 113 ： 何鑫 ： 史强，朴政林 ： 孙盛宇 |

| 9月17日 122 | 吉林长春百嘉                              | 2 - 0     | 包头鹿城草上飞                                                    | 长春                                                               |
| 16:00       | 李鑫 10' · 李鑫 56' · 何杰 64' · 李鑫 85' | 战报 集锦 | 王晖 45' · 郑强 52' · 刘越海 54' （点球） · 张彪 64' · 刘越海 71' | 場館： 卡伦湖体育场 入場人數： 365 ： 杜健鑫 ： 闫旭，张澜 ： 王浩 |

| 9月17日 123 | 北京理工              | 1 - 3          | 陕西大秦之水                       | 北京                                                                       |
| 16:00       | 何子超 48' · 龚正 54' | 战报 录播 集锦 | 李晨光 19' · 王琦 79' · 李晨光 80' | 場館： 北京理工大学东体育场 入場人數： 516 ： 吴恺 ： 黄维，张宽 ： 秦晓晗 |

| 9月17日 124 | 宁夏山屿海                                            | 4 - 1     | 河北精英                               | 银川                                                                       |
| 16:00       | 陈博 6' · 刘谱锦 38' · 周燎 53' · 万程 55' · 陈博 55' | 战报 集锦 | 王翔 46' · 何雨轩 60' · 祝一帆 75'（） | 場館： 贺兰山体育场 入場人數： 2,132 ： 麦麦提江 ： 陈栋，阿力木江 ： 任通 |

| 9月17日 125 | 黑龙江火山鸣泉                                                                   | 5 - 1          | 大连博阳                                                  | 哈尔滨                                                                                |
| 16:00       | 王子铭 11' · 李帅 19' · 潘昱辰 43' · 李帅 55' · 赵伟 60' · 张成祥 88' · 赵伟 90' | 战报 录播 集锦 | 赵海超 29' · 杨冰 34' · 牟鹏飞 78'（乌龙球） · 南云齐 83' | 場館： 哈尔滨国际会议展览体育中心 入場人數： 16,845 ： 彭博 ： 顾奕男，张坤 ： 黄鹤宇 |

| 9月17日 126 | 青岛中能                                       | 2 - 0     | 沈阳城市建设                                                                       | 青岛                                                               |
| 16:00       | 孙旭 4' · 朱世玉 35' · 朱世玉 45' · 蒲先林 57' | 战报 集锦 | 陈龙 35' · 杜宇 37' · 朱峻辉 61' · 刘洋洋 67' · 朱峻辉 77' · 杨健 88' · 秦北辰 90' | 場館： 天泰体育场 入場人數： 662 ： 朱文彬 ： 张琪，来庆伟 ： 韩磊 |

### 第二十二轮
| 9月24日 127 | 盐城大丰 | 0 - 0     | 青岛中能                                                 | 盐城                                                               |
| 16:00       | 章艮 19' | 战报 集锦 | 孙旭 51' · 李谋 71' · 朱世玉 89' · 沙一博 90+4' · 钟义浩 | 場館： 大丰奥体中心 入場人數： 658 ： 向遥 ： 张超，丁超 ： 甘树然 |

| 9月24日 128 | 沈阳城市建设                       | 1 - 0     | 黑龙江火山鸣泉                     | 沈阳                                                                     |
| 16:00       | 刘洋洋 29' · 杜宇 40' · 姜骁宇 72' | 战报 集锦 | 李帅 29' · 谭力玮 37' · 潘昱辰 79' | 場館： 城市建设学院体育场 入場人數： 450 ： 孙晨 ： 任通，吕品 ： 李鹏达 |

| 9月24日 129 | 大连博阳                | 0 - 1          | 宁夏山屿海 | 大连                                                                     |
| 16:00       | 陈汇丰 30' · 王世鑫 87' | 战报 录播 集锦 | 宋博 72'   | 場館： 大连金州体育场 入場人數： 381 ： 汤朝 ： 宁兆兵，耿茂翔 ： 孙盛宇 |

| 9月24日 130 | 河北精英                                                        | 2 - 1          | 北京理工                                        | 秦皇岛                                                                 |
| 16:00       | 石俊 11' · 潘奎 38' · 石俊 45' · 张梁 65' · 张梁 65' · 马晟 62' | 战报 录播 集锦 | 龚正 33' · 岳志磊 58' · 龚正 65' · 郭子印 90+4' | 場館： 中国足校体育场 入場人數： 233 ： 徐强强 ： 焦巍，张恒吉 ： 高鹏 |

| 9月24日 131 | 陕西大秦之水 | 1 - 1     | 吉林长春百嘉                                    | 渭南                                                                            |
| 16:00       | 杨昊 56'     | 战报 集锦 | 王业文 32' · 牛路元 66' · 王雷 69' · 买吾兰 73' | 場館： 渭南市体育中心体育场 入場人數： 12,089 ： 严立夫 ： 李阳，张路 ： 刘欣宇 |

| 9月24日 132 | 包头鹿城草上飞                                                                | 2 - 4     | 沈阳东进                                                             | 包头                                                                             |
| 16:00       | 阿木力江·阿不都艾尼 54' · 唐艺诚 58' · 阿木力江·阿不都艾尼 75' · 刘越海 90+4' | 战报 集锦 | 唐立博 58' · 唐立博 85' · 韩伟辰 86' · 王旨 90+1'（乌龙球） · 乐倍思 | 場館： 包头市奥林匹克体育场 入場人數： 3,127 ： 陈金栋 ： 黄维，王喜洪 ： 何晓春 |